# Janówek (gmina)
Janówek (do 1952 Góra) – dawna gmina wiejska istniejąca w latach 1952–1954 w woj. warszawskim (obecnie woj. mazowieckie). Siedzibą gminy był Janówek.
Gmina została utworzona w dniu 1 lipca 1952 w woj. warszawskim, w nowo powstałym powiecie nowodworskim, po przeniesieniu siedziby gminy Góra z Góry do Janówka i zmianie nazwy jednostki na gmina Janówek. W dniu powołania gmina składała się z 13 gromad.
Gmina została zniesiona 29 września 1954 wraz z reformą wprowadzającą gromady w miejsce gmin. Jednostki nie przywrócono 1 stycznia 1973 po reaktywowaniu gmin.